# Sønderholm Kirke
Sønderholm Kirke ligger i Sønderholm Sogn i Aalborg Kommune; indtil Kommunalreformen i 1970 lå det i Hornum Herred, Ålborg Amt.
Kor og kirkeskib er opført i romansk tid af granitkvadre over skråkantsokkel. Den romanske kirke har formodentlig ikke haft apsis, undersøgelser tyder på, at den nuværende apside er opført senere af materialer fra en nedbrudt kirke i området. Apsiden er opført af granitkvadre over profileret dobbeltsokkel og med gesims øverst, i murværket ses en vinduesoverligger, der sidder noget umotiveret. Den retkantet overdækkede norddør er bevaret i brug, syddøren er forsvundet ved omlægninger af murværket. I skibets flankemure anes rundbuede vinduer. Tårn og våbenhus er opført i sengotisk tid. Tårnets kamtakkede gavle har tvilling-buet blænding flankeret af to fladbuede blændinger. Den nordlige tilbygning dateres til 1685, bygningen har fungeret som indgang til et herskabspulpitur for ejerne til Store Restrup, pulpituret blev fjernet i 1874. Kirkens murværk er blevet omsat flere gange, senest blev sydmurens kvadre omsat i 1981.
Kor og skib har fået indbygget ottedelte hvælv i gotisk tid, apsiden har ikke halvkuppelhvælv men et krydshvælv, hvilket underbygger teorien om, at apsiden er tilføjet senere af materialer fra en nedbrudt kirke. Den runde korbues stik er bevaret, men formodentlig er buen noget omsat. Tårnrummet blev ombygget til gravkapel i 1700-tallet, i 1735 fik tårnbuen stukportal med smedejernsgitter. Altertavlen er en lutheransk fløjaltertavle fra slutningen af 1500-tallet, i 1700-tallet blev malerierne indsat og tavlen fik topstykke med våben for Christian Frederik von Levetzau og hans første hustru Christence Lindenov Rantzau. Prædikestolen dateres til omkring 1550 og bærer våben for Gabriel Gyldenstjerne og Kirsten Friis, i felterne ses scener fra Passionen i relief. På den gamle dørfløj mellem våbenhuset og skibet er bevaret et låsebeslag i romansk stil, dateret til omkring 1250, øverst på beslaget ses en bygning med tre rundbuede arkader og dragehoveder ved tagets gavle.
I koret er opsat en gravsten af kalksten indfattet i en kobberramme over Gabriel Gyldenstjerne (død 1555) og Kirsten Friis (død 1565). På skibets nordvæg er opsat en gravsten over Jep Friis til Lyngholm (død 1547) og Helvig Høgsdatter (død 1544) samt en gravsten over Hannibal Gyldenstjerne (død 1608) og Helvig Kaas. I tårnrummet står to marmorsarkofager med Chr. Fr. Levetzau (død 1756) og hans første hustru Christence Lindenov Rantzau (død 1734). I kirken opbevares flere epitafier og et maleri, som fremstiller Oluf Thotts stamtræ.
I 1890'erne købte Aalborg Historiske Museum en træfigur, som formodentlig fremstiller Maria Salome og børnene Jakob og Johannes. Figuren stod i en have i Vejgård, den menes at stamme fra en tidligere altertavle i Sønderholm kirke, figuren dateres til omkring 1500 og har formodentlig indgået i en scene med Den hellige familie. Figuren står nu i Helligåndsklosteret i Aalborg.

## Kalkmalerier
I korhvælvet og korbuen ses kalkmalerier fra 1556 bekostet af Kirsten Friis, enke efter Gabriel Gyldenstjerne. Kalkmalerierne blev delvist afdækket af Frits Uldall i 1881 og endelig afdækket og restaureret i 1883-88 af Jacob Kornerup. Kalkmalerierne blev genrestaureret i 1940 ved H. Borre. I 1975 afdækkede O. Hellvik fragmenter af en kalkmalet udsmykning i apsidens hvælv, i 1981 genrestaurerede han kirkens øvrige kalkmalerier. Øverst i hvælvkapperne ses gammeltestamentlige scener. En frise med anevåben for Gabriel Gyldenstjerne og Kirsten Friis adskiller kappernes malerier fra fligene, hvor man ser ny og gammeltestamentlige scener. På korets østvæg ses en efterreformatorisk Dommedag samt våben. På korets vestvæg ses våben og årstallet 1556.
Det øverste bånd i korets ottedelte hvælv har motiver fra 1. Mosebog. I østkappen ses mod nord Adskillelsen af lys og mørke samt Lucifers nedstyrtelse, mod syd ses Gud velsigne den skabte jord, i fligene under våbenfrisen fortæller teksten, at disse våben er for Kirsten Friis og Gabriel Gyldenstjerne. Bag alteret ses en efterreformatorisk Dommedagsfremstilling på østvæggen. Kristus sidder ikke tronende men står omgivet af engle og en skykrans. De fortabte jages ned i Helvedesgabet, hvor en djævel trækker dem ind. De frelste svæver op i Himlen, nogle er allerede forsvundet ind i den sky som adskiller Himmel og Jord, men her er ingen Himmelborg som modstykke til Helvedsgabet. I sviklerne ses våbenskjolde for Gabriel Gyldenstjerne og Kirsten Friis. Dommedagsfremstillingen på østvæggen flankeres af Korsfæstelsen og Opstandelsen i den sydlige hvælvkappes flige samt de gammeltestamentlige præfigurationer Kobberslangen og Jonas udspyes af hvalfisken i den nordlige kappes flige.
I sydkappen ses øverst mod øst Evas skabelse og mod syd Syndefaldet, i Evas skabelse ses Gud stå med Adams ribben, hvorfra Eva vokser ud, i fligene ses Korsfæstelsen og Opstandelsen. I vestkappen ses øverst mod syd Uddrivelsen og mod nord Brodermordet, bag Uddrivelsen ses Adams og Evas arbejde, i fligene ses profeter med tekstbånd. I nordkappen ses øverst mod vest Noahs ark og mod øst Noahs drukkenskab, i vestfligen ses Jonas udspyes af hvalfisken, i baggrunden ses det tremastede skib, som Jonas sejlede med, i østfligen ses Kobberslangen. I valget af bibelske scener følger udsmykningen i Sønderholm næsten Michelangelos loftsfresker i det Sixtinske Kapel fra 1512, der begynder med Skabelsen af lyset og ender med Noahs drukkenskab.
Den romanske døbefont af granit har glat kumme og firkantet fod.

## Eksterne kilder og henvisninger
- Wikimedia Commons har flere filer relateret til Sønderholm Kirke
- Sønderholm Kirke Arkiveret 21. februar 2011 hos  Wayback Machine på NordensKirker.dk
- Kortilkirken